# Comuna Mera, Vrancea
Mera este o comună în județul Vrancea, Moldova, România, formată din satele Livada, Mera (reședința), Milcovel, Roșioara și Vulcăneasa.

## Așezare
Comuna se află în centrul județului, pe malul stâng al râului Milcov. Este străbătută de șoseaua națională DN2M, care o leagă spre vest de Andreiașu de Jos și Nereju și spre est de Broșteni, Odobești și Focșani.

## Demografie
Componența etnică a comunei Mera
     Români (93,24%)
     Alte etnii (6,76%)
Componența confesională a comunei Mera
     Ortodocși (92,97%)
     Alte religii (0,11%)
     Necunoscută (6,92%)
Conform recensământului efectuat în 2021, populația comunei Mera se ridică la 3.671 de locuitori, în creștere față de recensământul anterior din 2011, când fuseseră înregistrați 3.453 de locuitori. Majoritatea locuitorilor sunt români (93,24%). Din punct de vedere confesional, majoritatea locuitorilor sunt ortodocși (92,97%), iar pentru 6,92% nu se cunoaște apartenența confesională.

## Politică și administrație
Comuna Mera este administrată de un primar și un consiliu local compus din 13 consilieri. Primarul, Florin-Jan Vasilache[*], de la Partidul Național Liberal, este în funcție din 1 noiembrie 2024. Începând cu alegerile locale din 2024, consiliul local are următoarea componență pe partide politice:
|  | Partid                    | Consilieri | Componența Consiliului | Componența Consiliului | Componența Consiliului | Componența Consiliului | Componența Consiliului | Componența Consiliului | Componența Consiliului |
|  | ------------------------- | ---------- | ---------------------- | ---------------------- | ---------------------- | ---------------------- | ---------------------- | ---------------------- | ---------------------- |
|  | Partidul Național Liberal | 7          |                        |                        |                        |                        |                        |                        |                        |
|  | Partidul Social Democrat  | 6          |                        |                        |                        |                        |                        |                        |                        |

## Istorie
La sfârșitul secolului al XIX-lea, comuna făcea parte din plasa Gârlele a județului Putna și era formată din satele Andreiașu, Căpitanu, Mera, Șindrilarii de Jos și Șindrilari-Reghiu, cu o populație totală de 3116 locuitori. În comună funcționau șase biserici și o școală mixtă cu 53 de elevi. Anuarul Socec consemnează comuna cu satele Arva, Căpitanu, Mera și Șindrilari în aceeași plasă și având 1780 de locuitori. În 1931 acestora li s-a adăugat și satul Vulcăneasa.
În 1950, comuna a trecut în administrarea raionului Focșani din regiunea Putna, apoi (după 1952) din regiunea Bârlad și (după 1956) din regiunea Galați. În 1968, a fost transferată la județul Vrancea.

## Monumente istorice
În comuna Mera se află fosta mănăstire Mera, monument istoric de arhitectură de interes național, datând din 1685, când a fost ctitorit de un anume Moțoc din Odobești și terminată de domnitorul moldovean Constantin Cantemir. Ansamblul cuprinde biserica „Sfinții Împărați”, zidul de incintă, turnul clopotniță și clădirile anexe.

## Personalități născute aici
- Paul Copu (n. 1953), atlet.